# Jiexiang
Jiexiang (kinesiska: 结乡) är en socken i Kina. Den ligger i den autonoma regionen Tibet, i den sydvästra delen av landet, omkring 320 kilometer öster om regionhuvudstaden Lhasa.
Genomsnittlig årsnederbörd är 1 060 millimeter. Den regnigaste månaden är juni, med i genomsnitt 236 mm nederbörd, och den torraste är december, med 4 mm nederbörd.